# 伊江朝良
伊江 朝良（いえ ちょうりょう、1695年〈元禄8年/康熙34年〉 - 1746年〈延享3年/乾隆11年〉）は、琉球王国第二尚氏王統の人。唐名は向良顕。伊江御殿四世である伊江按司朝敷の三男向和憲・垣花親方朝理（高安殿内元祖）の長男。伊江御殿六世。
1717年（享保2年/康熙56年）、伯父である伊江御殿五世の伊江王子朝嘉に嗣子が無かったためその家統を継ぎ、伊江島総地頭職に任ぜられる。その後、百浦添修補総奉行職、御系図奉行職、宗門手札改奉行職等を歴任。

## 系譜
- 父：向和憲・垣花親方朝理（高安殿内元祖）
- 母：真牛金（毛思義・読谷山親方盛員の娘）
- 室：真鍋樽（翁欽忠・宮城親方忠真の娘）
- 長男：伊江王子朝倚（向氏伊江御殿七世）
- 長女：真鍋樽（毛続熙・豊見嶺親方盛幸に嫁ぐ）
- 次女：真蒲戸金（毛思謙・小波津里之子親雲上安恒）
- 三女：真牛金（向廷柱・浦添按司朝兼に嫁ぐ）
- 次男：朝完
- 三男：朝軌、童名：松金、唐名：向依礼
- 四女：真加戸樽
- 五女：思乙金
- 四男：朝承